# Dirk Van Duppen
Dirk Van Duppen (Turnhout, 2 augustus 1956 – Deurne, 30 maart 2020) was een Belgisch arts en marxistisch politicus voor de PVDA.

## Biografie
Van Duppen volgde een opleiding geneeskunde samen met zijn broer Jan die later voor sp.a parlementslid werd.  Eind jaren 70 voerde hij actie in de Arenawijk - een arbeidersbuurt in de Antwerpse deelgemeente Deurne - tegen de bouw van twaalf hoogbouwblokken. De actie werd na weken van protest hardhandig beëindigd, wel leverde het hem de sympathie op van Renaat Braem, de architect van de torenflats. Twee jaar later (1981) startte hij in dezelfde wijk de Geneeskunde voor het Volk-groepspraktijk 'De Bres', waarvoor hij tot 2019 als huisarts werkte.
Daarnaast verbleef hij een tijdlang samen met zijn vrouw Lieve Seuntjens (eveneens arts bij Geneeskunde voor het Volk) in de Palestijnse vluchtelingenkampen van Shatila. Hierover publiceerden ze samen Dagboek uit Beiroet uitgegeven bij EPO. Daarnaast was hij medestichter van de organisatie Geneeskunde voor de Derde Wereld, waarin hij nog steeds actief was.
In 1998 kwam hij op voor sluikstorters wiens boete hij te hoog vond. In 2004 verwierf hij bekendheid in België en Nederland met zijn boek De Cholesteroloorlog, waarin hij het zogenaamde kiwimodel voor de financiering van geneesmiddelen introduceerde. Twee jaar later nam hij deel aan de districtsraadsverkiezingen van 2006 te Deurne als kandidaat voor de Partij van de Arbeid (PVDA) en werd er verkozen tot districtsraadslid. Hij was onder meer erg bezorgd over de toenemende luchtvervuiling voor Deurne als gevolg van de geplande Oosterweelverbinding.
In 2019 werd bij hem een ongeneeslijke alvleesklierkanker vastgesteld. Van Duppen overleed aan deze ziekte op 30 maart 2020.

## Erkenning
- 2009: Prijs voor de Democratie[6]
- 2020: Prijs voor Mensenrechten

## Familiebanden
Hij was de vader van politicus Ben Van Duppen.

## Publicaties
- Dagboek uit Beiroet: als dokter in Palestijnse kampen (met Lieve Seuntjes), EPO, 1987, ISBN 9064456445
- NGO's: missionarissen van de nieuwe kolonisatie? (met Marc Vandepitte, Pol De Vos en Freddy Merckx), EPO, 1994, ISBN 9064458499[7]
- De Cholesteroloorlog: waarom geneesmiddelen zo duur zijn, EPO, 2004, ISBN 9789064453380[8]
- De supersamenwerker (met Johan Hoebeke), EPO, 2016, ISBN 9789462670655[9]
- Zo verliep de tijd die me toegemeten was (met Thomas Blommaert), 2020, ISBN 9789462672000

- International Standard Name Identifier: 0000 0000 2971 9925
- Library of Congress Control Number: n88258329
- Nederlandse Thesaurus van Auteursnamen: 07302306X
- Système universitaire de documentation: 08756730X
- Virtual International Authority File: 70497432
- WorldCat: E39PBJkXyj8FbM4WV9bdpFXw4q